# TÒ SU
TÒ SU ist ein deutsch-italienisches Künstlerduo, bestehend aus Martin Prinoth und Martina Mahlknecht, das Dokumentarfilme, multimediale Installationen und Theaterstücke erstellt. „TÒ SU“ ist ein Begriff aus dem Rätoromanischen und bedeutet „aufzeichnen, dokumentieren, einbeziehen“.
Zum Großteil werden die Projekte innerhalb der eigenen Produktionsfirma TÒSU Film OHG entwickelt und produziert. Die Produktionen wurden auf der Biennale di Venezia, der Mostra de São Paulo, dem Internationalen Leipziger Festival für Dokumentar- und Animationsfilm, dem Visioni Italiane und am Hamburger Theater Kampnagel präsentiert. Sie produzieren ihre Projekte zwischen mehreren Ländern mit Schwerpunkt auf Deutschland und Italien.

## Ausgewählte Projekte
Die immersive Filminstallation Overseas (2023) ist eine dokumentarische Begegnung mit Seeleuten aus Kiribati, die während des COVID-Lockdowns im Hamburger Hafen festsaßen und in ihrer Heimatsprache Kiribati einen Einblick in ihre Lebensrealität geben.
Das VR-Projekt Below Deck (2024) wurde auf den 81. Internationalen Filmfestspielen von Venedig im Rahmen der Venice Immersive Sektion gezeigt – es thematisiert das Leben philippinischer Crewmitglieder auf Kreuzfahrtschiffen.
Das VR-Dokumentartheater Oh Europa! Dangerous Games (2025) wurde am Kampnagel Hamburg produziert und tourte durch den deutschsprachigen Raum. In der multimedialen Theaterperformance rekonstruieren fünf Menschen mit Fluchterfahrung mithilfe von Virtual Reality ihre gefährlichen Versuche, die europäischen Außengrenzen zu überwinden, und erzählen von ihrer Vision von Europa.

## Werkverzeichnis (Auswahl)
- 2012: enframing home I, Mixed Media Filminstallation. Bénin Biennial 2012
- 2013: Le Creature del Vesuvio, Essay-Film. 37. Duisburger Filmwoche, Napoli Film Festival / 1. prize Vesuvio Award
- 2013: enframing home II[8], Mixed Media Filminstallation. Sharjah Biennial 11
- 2014: CGI – The Coffee Grounds Index, Mixed Media Performance. Marrakech Biennial 2014.
- 2017: Die fünfte Himmelsrichtung[9] Dokumentarfilm. 60th DOK Leipzig International Programme, 42nd Mostra São Paulo | New Filmmakers Competition / Visioni DOC Award bester italienischer Debütfilm, D.E-R. Award Student Prize - DAMS University Bologna, Bester Dokumentarfilm - Euganea Film Festival, Bester Dokumentarfilm - Migranti Film Festival, Nominierung Euregio Student Prize – Bolzano Filmfestival Bozen, Nominierung Dokumentarfilmpreis des Goethe-Instituts – DOK Leipzig
- 2021: Arte Kurzschluss Portrait, ARTE.tv
- 2021: Hack Me Baby[10] immersive Filminstallation. Spielzeiteröffnung 2021/22 Kampnagel Hamburg Deutschland
- 2022: Overseas[11] immersive Filminstallation. Spielzeiteröffnung 2022/23 Kampnagel Hamburg Germany, Transart Festival 22 NOI Techpark Bolzano Bozen Italien, MARKK Museum am Rothenbaum Kulturen und Künste der Welt Hamburg
- 2023: Reports From the Void Kinokurzfilm. Visioni Italiane Bologna 2022, Bolzano Film Festival Bozen 2023, Vienna International Shorts Expedition Focus 2023, Nordische Filmtage Lübeck 2023, nominiert für den IDM Award
- 2023: The Staff Your Dreams Are Made Of[12] immersive Filminstallation. Spielzeiteröffnung 2023/2024 Kampnagel Hamburg, Konträr Stockholm Schweden, Zone Portuaires Galata Museo del Mare Genua Italien, MARKK Museum am Rothenbaum Kulturen und Künste der Welt Hamburg
- 2024: Below Deck VR documentary play, Mixed Reality Installation. Official selection 81. Mostra internazionale d’arte cinematografica Venice Immersive 2024, Official Selection One World Festival Prague 2025
- 2025: Oh Europa! Dangerous Games multimediales Dokumentartheater. Kampnagel Hamburg 2025, Angewandte Festival Wien